# Юнайтед Стейтс ъф Америка
„Юнайтед Стейтс ъф Америка“ (на английски: The United States of America) е американска експериментална рок група.
Групата е създадена през 1967 година в Лос Анджелис. Разпада се година по-късно, след издаването на албум.
Тя е сред пионерите в използването на електронни устройства в рок музиката. Свири експериментален и психеделичен рок.